# Voorafsche polder
Voorafsche polder is een polder in de gemeente Lansingerland, in de Nederlandse provincie Zuid-Holland. De polder behoorde eerst tot waterschap Polder Berkel (in 1977 opgegaan in Hoogheemraadschap van Delfland). Door het gebied loopt een oude weg, de iets hoger gelegen Kleihoogt.
In het zuiden grenst de polder aan De Nieuwe Droogmaking (Meerpolder) en de Oostmeerpolder. In het noorden aan de Oude Polder van Pijnacker.
De polder heeft een overwegend landelijk karakter zonder grootschalige nieuwbouw. De polder wordt sinds 2007 doorkruist door de N470.
Noordpolder · 
Westpolder · 
Zuidpolder · 
Voorafsche polder · 
Nieuwe Rodenrijsche Droogmakerij · 
Oostmeerpolder · 
Polder Oudeland · 
Nieuwe Droogmaking (met de Meerpolder · 
Oude Leedsche polder (met Bergboezem)